# Anna, Princesa Reial
Anne Elizabeth Alice Louise, Nota 1 més coneguda com a Anna del Regne Unit, (Londres, 15 d'agost de 1950) és una aristòcrata anglesa, filla de la reina Elisabet II del Regne Unit i el príncep Felip d'Edimburg. Quan va néixer era la tercera persona en la línia de successió dels regnes de la Commonwealth i és ara la divuitena. Des de 1987, Princesa Reial, un títol vitalici.

## Títols i honors
- 15 d'agost de 1950 - 6 de febrer de 1952: Sa Altesa Reial Princesa Anna d'Edimburg
- 6 de febrer de 1952 - 14 de novembre de 1973: Sa Altesa Reial la Princesa Anna
- 14 de novembre de 1973 - 13 de juny de 1987: Sa Altesa Reial la Princesa Anna, Sra. Mark Phillips
- 13 de juny de 1987 -: Sa Altesa Reial la Princesa Reial